# Mayra González
Mayra González (ur. 11 lipca 1968 w Sancti Spiritus) – kubańska wioślarka, reprezentantka Kuby w wioślarskiej jedynce podczas Letnich Igrzysk Olimpijskich w Pekinie.

## Osiągnięcia
- Mistrzostwa Świata – Aiguebelette-le-Lac 1997 – czwórka podwójna – 11. miejsce[1].
- Mistrzostwa Świata – Aiguebelette-le-Lac 1997 – jedynka – 13. miejsce[1].
- Igrzyska Olimpijskie – Sydney 2000 – jedynka – 7. miejsce[1].
- Mistrzostwa Świata – Lucerna 2001 – jedynka – 8. miejsce[1].
- Mistrzostwa Świata – Sewilla 2002 – jedynka – 10. miejsce[1].
- Mistrzostwa Świata – Eton 2006 – jedynka – 10. miejsce[1].
- Mistrzostwa Świata – Monachium 2007 – jedynka – 19. miejsce[1].
- Igrzyska Olimpijskie – Pekin 2008 – jedynka – 15. miejsce[1].